# Esbart Olesà
L'Esbart Olesà és una entitat que es va fundar a Olesa de Montserrat el 1929 des del Casal Catequístic de la Parròquia d'Olesa amb vocació de reviure les danses pròpies, pels germans Joaquim i Jaume Valls, amb el mestratge del folklorista Aureli Campmany. La seva activitat està centrada en la dansa tradicional dels països catalans i també amb danses de nova creació des de fa uns anys, amb 3 grups de dansaires: el Cos de dansa, els Juniors i els Infantils. A més de la secció de dansa, l'esbart compta amb una secció de Diables, anomenada Diablots que es va crear l'any 1983.